# Епархия Хванге
Епархия Хванге (лат. Dioecesis Huangensis) — епархия Римско-Католической церкви c центром в городе Хванге, Зимбабве. Епархия Хванге входит в митрополию Булавайо. Кафедральным собором епархии Хванге является церковь святого Игнатия.

## История
29 июня 1953 года Римский папа Пий XII издал буллу «Ad Christi religionem», которой учредил апостольскую префектуру Уанки, выделив её из апостольских викариатов Булавайо (сегодня — архиепархия Булавайо) и Солсбери (сегодня — архиепархия Хараре).
1 марта 1963 года Римский папа Иоанн XXIII выпустил буллу «Mirum Ecclesiae», которой преобразовал апостольскую префектуру Уанки в епархию. В этот же день епархия Уанки вошла в митрополию Хараре. 
8 апреля 1988 года епархия Уанки переименована в епархию Хванге.
17 июня 1991 года епархия Хванге передала часть территории для образования епархии Гокве.
10 июня 1994 года епархия Хванге вошла в митрополию Булавайо. 

## Ординарии епархии
- священник Франсиско Фонт Гарсиа, I.E.M.E.[1] (19.10.1953 — 1956);
- священник Доминик Рос Аррайса, I.E.M.E. (19.10.1956 — 1963);
- епископ Игнасио Прието Вега, I.E.M.E. (1.03.1963 — 9.02.1999);
- епископ Роберт Кристофер Ндлову (9.02.1999 — 10.06.2004), назначен архиепископом Хараре;
- епископ Альберто Серрано, I.E.M.E. (с 5 декабря 2006 года).

## Источник
- Annuario Pontificio, Libreria Editrice Vaticana, Città del Vaticano, 2003, ISBN 88-209-7422-3
- Булла Ad Christi religionem, AAS 45 (1953), стр. 777  (лат.)
- Булла Mirum Ecclesiae, AAS 456 (1964), стр. 253  (лат.)